# Соловьёв, Владимир Александрович (генерал-майор)
Влади́мир Алекса́ндрович Соловьёв (15 июля 1903, Санкт-Петербург — 8 октября 1955, Гродно) — советский военачальник, Генерал-майор (1942).

## Биография
Родился в 1903 году в Санкт-Петербурге, русский.
В августе 1919 года был призван в ряды РККА, после чего был направлен на службу красноармейцем в заградительный отряд, дислоцированный в Самаре, а затем в отдельный кавалерийский эскадрон Елисаветградского ЧК, принимавшего участие в ходе подавления бандитизма в Елисаветградского уезда Херсонской губернии.
После окончания войны из-за ранения ему в 1922 году был предоставлен долгосрочный отпуск, после возвращения из которого в сентябре 1924 года он был направлен на учёбу на кавалерийское отделение Объединённой школы имени ВЦИК, после окончания которого в 1927 году назначался на должности: командира кавалерийского взвода 41-го Нахичеванского пограничного отряда войск ОГПУ, в марте 1930 года — помощника коменданта пограничного участка 39-го Ленинаканского пограничного отряда войск ОГПУ, в июне 1932 года — помощника командира 58-го отдельного кавалерийского дивизиона войск ОГПУ, в сентябре — командира батальона, а вскоре — начальника штаба 20-го Кировобадского кавалерийского полка войск ОГПУ-НКВД (Управление погранохраны и войск ОГПУ-НКВД Закавказского округа). В мае 1935 года направлен на учёбу в Высшую пограничную школу НКВД, после окончания которой в 1937 году направлен на учёбу в Военную академию имени М. В. Фрунзе, после окончания которой в марте 1939 года назначен на должность начальника штаба Главного управления войск НКВД СССР по охране особо важных предприятий промышленности, затем возглавил штаб 52-й стрелковой дивизии (Ленинградский военный округ), после чего принимал участие в ходе советско-финской войны.

### Великая Отечественная война
С началом войны находился на прежней должности на Северном фронте. В июле 1941 года в ходе боевых действий на мурманском направлении был ранен и контужен и после излечения в августе того же года назначен на должность командира 88-й стрелковой дивизии, оборонявшейся в районе станции Лоухи (Республика Карелия), преобразованной в марте 1942 года в 23-ю гвардейскую и тогда же перешедшей в наступление в составе 26-й армии на кестеньгском направлении, отбросив противника на 40 км. Командуя дивизией, Соловьёв в сентябре 1941 и в 1942 году был ранен.
В августе 1942 года назначен на должность заместителя командующего 26-й армией (Карельский фронт), затем — на должность начальника штаба 31-го стрелкового корпуса, а с мая 1943 года исполнял должность командира этого же корпуса, который вёл оборонительные боевые действия в районе Кировской железной дороги в Заполярье. В августе 1943 года был снят с занимаемой должности, после чего зачислен в резерв Ставки Верховного Главнокомандования и направлен на учёбу на четырёхмесячные курсы усовершенствования командного состава при Высшей военной академии имени К. Е. Ворошилова, после окончания которых в декабре 1943 года направлен в распоряжение Военного совета Забайкальского фронта и в феврале 1944 года назначен на должность командира 103-й стрелковой дивизии, находясь на которой, принимал участие в боевых действиях в ходе советско-японской войны.
За боевые отличия во время советско-японской войны был упомянут в благодарственном приказе Верховного Главнокомандующего.

### Послевоенная карьера
С ноября 1945 года находился в распоряжении командующего Забайкальско-Амурского военного округа и в январе 1946 года был назначен на должность заместителя командира 10-го стрелкового корпуса в составе Уральского военного округа, а затем — на должность заместителя командира 9-го гвардейского стрелкового корпуса (28-я армия, Белорусский военный округ), дислоцированного в Гродно.
В 1949 году закончил высшие академические курсы при Высшей военной академии имени К. Е. Ворошилова, но в декабре того же года в связи с тяжёлой болезнью уволен в запас. 
Умер 8 октября 1955 года в Гродно.

## Награды
- Орден Ленина (21.02.1945[2]);
- Два ордена Красного Знамени (25.07.1941, 03.11.1944[2]).

- Почётный сотрудник госбезопасности[3].